# Der letzte Schrei (Alex Shakar)
Der letzte Schrei (engl. The Savage Girl) ist ein 2001 erschienener Roman des amerikanischen Autors Alex Shakar, dessen zentrales Thema die Jagd der Kunststudentin Ursula Van Urden nach dem nächsten großen Trend ist.

## Zusammenfassung
Die Frage nach dem nächsten Hype, „the Next Big Thing“, beschäftigt die Trendspotter von Tomorrow, Ltd., einer in der fiktiven und stets von Vulkanausbrüchen bedrohten US-amerikanischen Stadt Middle City ansässigen Trendscouting-Agentur. Ihr Geschäft ist es, eine Nase für Zukünftiges zu haben. Der Anweisung folgend, die Zukunft zu finden und sie in die Agentur zu bringen, dringt die Protagonisten immer tiefer in die Welt der Werbung und der perfektionierten Kommerzialität ein – und entdeckt eine mysteriöse, autark lebende Obdachlose, das Savage Girl, in dem Ursula die Verkörperung des ultimativen Trends zu erkennen glaubt. Sie beginnt eine Werbekampagne für Diet Water zu lancieren – kalorienreduziertes Mineralwasser.

## Weitere Aspekte des Romans
Jenseits des Hauptstrangs der Erzählung exemplifiziert der Autor zahlreiche Fragen, die sich um Fragen von Populärkultur, Kommerz, Kommerzialisierung und deren gesellschaftliche Konsequenzen bewegen: Wie ist auf die Überforderung der Menschen durch Ironie und Zynismus zu reagieren, wurde gar ein ungesundes Übermaß von Ironie in die Erdatmosphäre entlassen? Ist die heraufziehende Ära der Postironie die angemessene Auflösung? Ist nicht jedem zu verkaufenden Produkt eine paradoxe Essenz, die sogenannte Paradessenz, zu eigen? Kann sich die Kulturindustrie diese zu eigen machen?

## Ausgaben
- 2001, USA, HarperCollins, ISBN 0-06-620987-0
- 2001, Großbritannien, Scribner, ISBN 0-7432-0724-6
- 2002, USA, HarperPerennial, ISBN 0-06-093523-5
- 2002, Deutschland (Der Letzte Schrei), Rowohlt, ISBN 3-499-23175-1